# 玉山圓峰
玉山圓峰，常簡稱為圓峰。位於玉山國家公園境內，行政區域屬台灣高雄市桃源區梅山里。玉山山脈由主峰開始沿著南稜線往南延伸，圓峰在往玉山南山三叉峰的半路上，附近有圓峰山屋。山頂座標：23.457775, 120.953506，海拔3752公尺。